# Misión jesuítica de Jesús de Tavarangüé

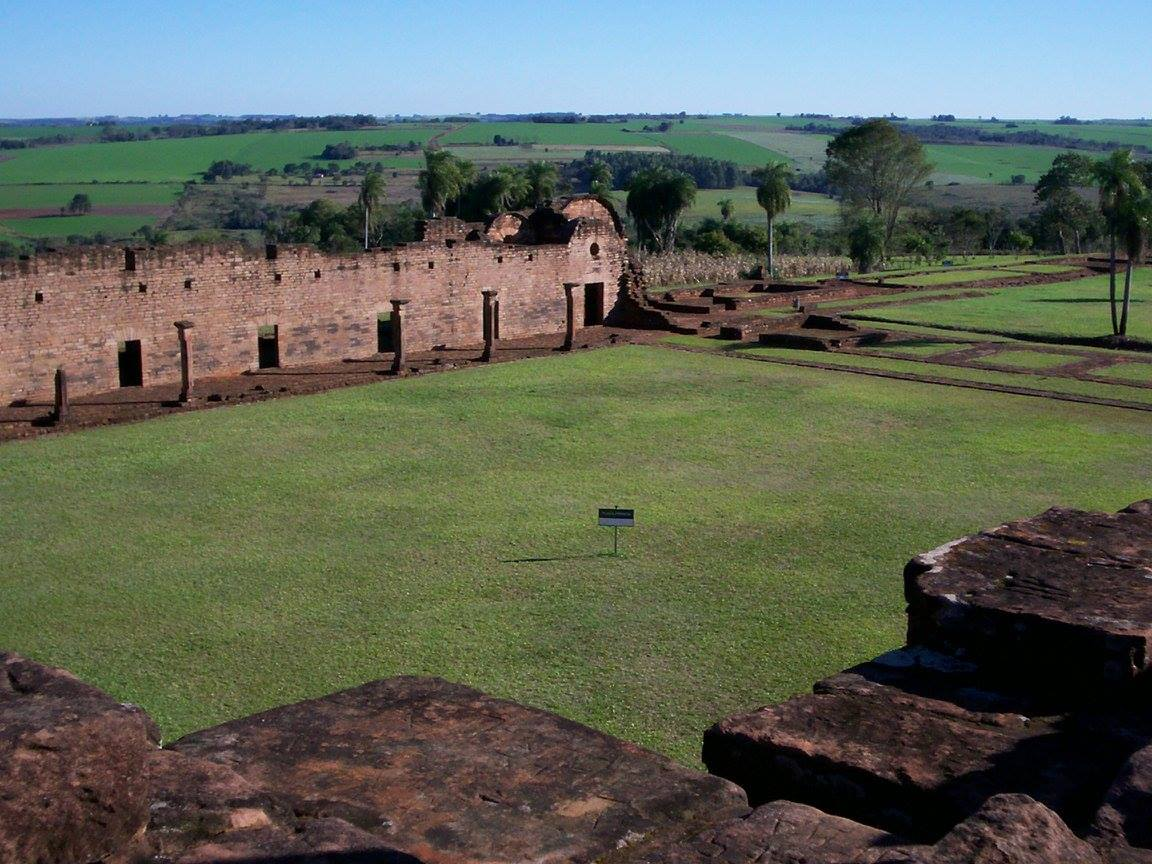
Vista panorámica de las ruinas de Jesús de Tavarangüé.

La misión jesuítica guaraní de Jesús de Tavarangüé es una de las reducciones que aún se conservan, de entre numerosos pueblos fundados por misioneros jesuitas en el marco de su tarea colonizadora en América del Sur en el siglo XVII. Está ubicada en el departamento de Itapúa, Paraguay.
Fue fundada en 1685 a orillas del río Paraguay por los jesuitas Francisco García y Jerónimo Tiburon, aunque el asentamiento tuvo que mudarse varias veces por la hostilidad de los pueblos vecinos que los atacaban y llevaban como trabajadores, hasta llegar a lo que hoy queda a 38 km de la ciudad de Encarnación. Llegó a tener cerca de 100.000 habitantes para 1800.
En esta misión se comenzó a construir una de las iglesias más grandes de la época, que tuvo que dejarse sin concluir por la expulsión de los jesuitas en 1767 por parte de Carlos III de España.
Las ruinas de estas misiones religiosas reflejan una forma de vida y de educación marcadas por un estilo singular. Se redescubrió casi dos siglos después, declarándose Patrimonio de la Humanidad por parte de la UNESCO en 1999.

## Características arquitectónicas
Este templo sería una réplica de la Iglesia de Loyola, ubicada en Madrid. El diseño arquitectónico de esta reducción estuvo a cargo del arquitecto Antonio Forcada, de origen español, que impuso su estilo propio con arcos trilobulados característicos de la cultura musulmana que en aquella época predominaba en España.